# Международная автомобильная выставка в Санкт-Петербурге (1913)
IV Международная автомобильная выставка — автомобильная выставка, открывшаяся в Санкт-Петербурге 5 мая 1913 года. Основные мероприятия проходили на Манежной площади: в комплексе зданий Михайловского манежа, в Казачьем манеже, во временных павильонах. Выставка была приурочена к юбилейным торжествам «Российского автомобильного общества» и входила в список мероприятий празднования 300-летия царствования дома Романовых. Целью выставки было заявлено знакомство всех слоёв русского общества с современным положением дел в автомобилестроении России и мире.

## Описание выставки
Для организации мероприятия был учреждён распорядительный комитет выставки. Председателем комитета был выбран председатель «Российского автомобильного общества» Владимир Владимирович Свечин. Все силы организаторов со стороны «Российского автомобильного общества» были сконцентрированы на подготовке автосалона. Для этого пришлось отказаться от проведения нескольких крупных мероприятий. Так, был отменен Международный пробег на Приз императора Николая II и Испытательный пробег Военного ведомства. Местом проведения автосалона был выбран Михайловский манеж в Санкт-Петербурге, но он не смог вместить даже половины участников. Организаторам пришлось срочно возвести временные деревянные павильоны, тем самым доведя экспозиционную площадь до 15 000 кв. метров. Художественное оформление стендов и выставки в целом было поручено архитектору Высочайшего Двора Роберту-Фридриху Мельцеру.
По правилам выставки все экспонаты делились на двенадцать классов:
- Готовые легковые автомобили для городской езды, туризма, спорта и их шасси
- Каретная отделка автомобилей
- Автомобили военного назначения
- Машины особого применения (пожарные, санитарные, моторные плуги, тракторы)
- Грузовики, автобусы и их шасси и другие коммерческие автомобили
- Двигатели внутреннего сгорания
- Мотоциклы и велосипеды.
- Моторные лодки и их части
- Автомобильные шины и принадлежности к ним
- Станки, машины, оборудование для автомобильной промышленности
- Автомобильные принадлежности и одежда. Книги, журналы, плакаты и прочее
- Топливо, смазочные материалы, ёмкости для их хранения и перевозки

## Участники выставки
Организационный комитет, для привлечения большего количества экспонентов, установил низкую плату за аренду выставочных площадей, объявил о значительном снижении страховочных и таможенных тарифов для участников выставки, предоставил преференции на проживание и питание для делегатов. Доставка экспонатов железнодорожным транспортом по территории Российской империи была бесплатной. Было разослано большое количество персональных приглашений. Четвертый автомобильный салон оказался самым многочисленным как по количеству представленных стран, так и по числу участников. На выставку съехались более 150 предприятий, фирм и компаний из США (10 участников), Франции (32), Италии (5), Швеции (3), Австрии (1), Швейцарии (2), Германии (56), Бельгии (3), Англии (17).
Фирмы — участники выставки:
| Россия: - «Русско-Балтийский вагонный завод» - Завод «Треугольник» - Товарищество «Проводник» - «Петербургская фабрика П.Д. Яковлева» - «И.П. Пузырев» | Германия: - «Ауди» (Audi) - «Адлер» (Adler) - «Мерседес» (Mercedes) - «Бенц» (Benz) - «Опель» (Opel) - «Бюссинг» (Büssing) - «Мулаг» (Mulag) - «Хорьх» (Horch) - «Континенталь» (Continental) | Франция: - «Арбенс» (Arbenz) - «Де Дион» (De Dion-Bouton) - «Лорен-Дитрих» (Lorraine-Dietrich) - «Рено» (Renault) - «Пежо» (Peugeot) - «Мишлен» (Michelin) | Англия: - «Роллс-Ройс» (Rolls-Royce) - «Даймлер» (Daimler) - «Альбион» (Albion) | Италия: - «Фиат» (F.I.A.T) - «Изотта Фраскини» (Isotta Fraschini) | США: - «Хольт» (Holt) - «Студебекер» (Studebaker) |  |

Производителями были привезены 386 различных автомобилей и большое количество оборудования, запасных частей и сопутствующих товаров. Среди них: 250 легковых автомобиля, 32 грузовика, 8 санитарных машин, 3 омнибуса, 11 пожарных машин, 9 трёхколёсных автомобилей, 3 автоцистерны, 3 самоходных авиационных ангара, 3 прожекторных машины, 2 мобильные радиотелеграфные станции, 7 походных кухонь на автомобильных шасси, двое автосаней, 5 моторных лодок, 7 тракторов, 3 моторных плуга, один моторный каток. 26 авиационных, лодочных и стационарных двигателей. Автосалон оказался успешным с коммерческой стороны т.к. почти все представленные автомобили были проданы, а многие фирмы увеличили свой портфель заказов.

## Награды
Оргкомитет выставки принял принципиальное решение поощрить производителей грузовых, специализированных и сельскохозяйственных машин. Только автомобили этих групп удостоились медалей и дипломов. Из отечественных компаний награды получили два производителя лодочных моторов: акционерное общество «Андрэ и Розенквист» из Або и завод «Альфа» из Гельсингфорса.
| Награда                                    | Награждённый       | Страна    | Примечание                       |
| ------------------------------------------ | ------------------ | --------- | -------------------------------- |
| Золотая медаль от Военного Министерства    | «Делагэ»           | Франция   | За автомобиль-радиостанцию       |
| Золотая медаль от Военного Министерства    | «Бюссинг»          | Германия  | За грузовой автомобиль (5 тонн)  |
| Золотая медаль от Военного Министерства    | «Бенц»             | Германия  | За грузовой автомобиль (3 тонны) |
| Серебряная медаль от Военного Министерства | «СПА»              | Италия    | За ангар-мастерскую              |
| Серебряная медаль от Военного Министерства | «Адольф Заурер»    | Швейцария | За походную кухню                |
| Серебряная медаль от Военного Министерства | «Ла Бюир»          | Франция   | За походную кухню                |
| Серебряная медаль от Военного Министерства | «Адлер»            | Германия  | За провиантский фургон с кухней  |
| Серебряная медаль от Военного Министерства | «Холт Катерпиллер» | США       | За гусеничный трактор            |
| Серебряная медаль от Военного Министерства | «Делагэ»           | Франция   | За подвижной ангар               |
| Серебряная медаль от Военного Министерства | «Лоррен-Дитрих»    | Франция   | За прожекторную установку        |
| Серебряная медаль от Военного Министерства | «Адлер»            | Германия  | За грузовой автомобиль (4 тонны) |

Кроме этого 16 производителей получили от «Министерства Торговли и Промышленности» Большие и Малые золотые и серебряные медали. Свои награды присудили «Главное управление землеустройства и земледелия», «Министерство путей сообщения», «Императорское Российское пожарное общество».

## Сопутствующие мероприятия
Незадолго до окончания выставки была проведена 230-верстная круговая гонка. На этот русский «Гран-при» заявились 18 участников. Победителями стали Г. М. Суворин на автомобиле «Бенц» и И. И. Иванов на отечественном «Руссо-Балте».
14 мая на Волхонском шоссе «Санкт-Петербургский автомобиль-клуб» провёл заезды на дистанцию в одну версту. Немецкий гонщик Франц Хёрнер, выступая на автомобиле «Бенц», оснащённом 200-сильным мотором, показал результат 202,1 км/ч.
16 мая на Петровской набережной были проведены испытания пожарных автомобилей.
В ходе выставки на Комендантском аэродроме прошли практические испытания тракторов и моторных плугов.